# 木牛流马

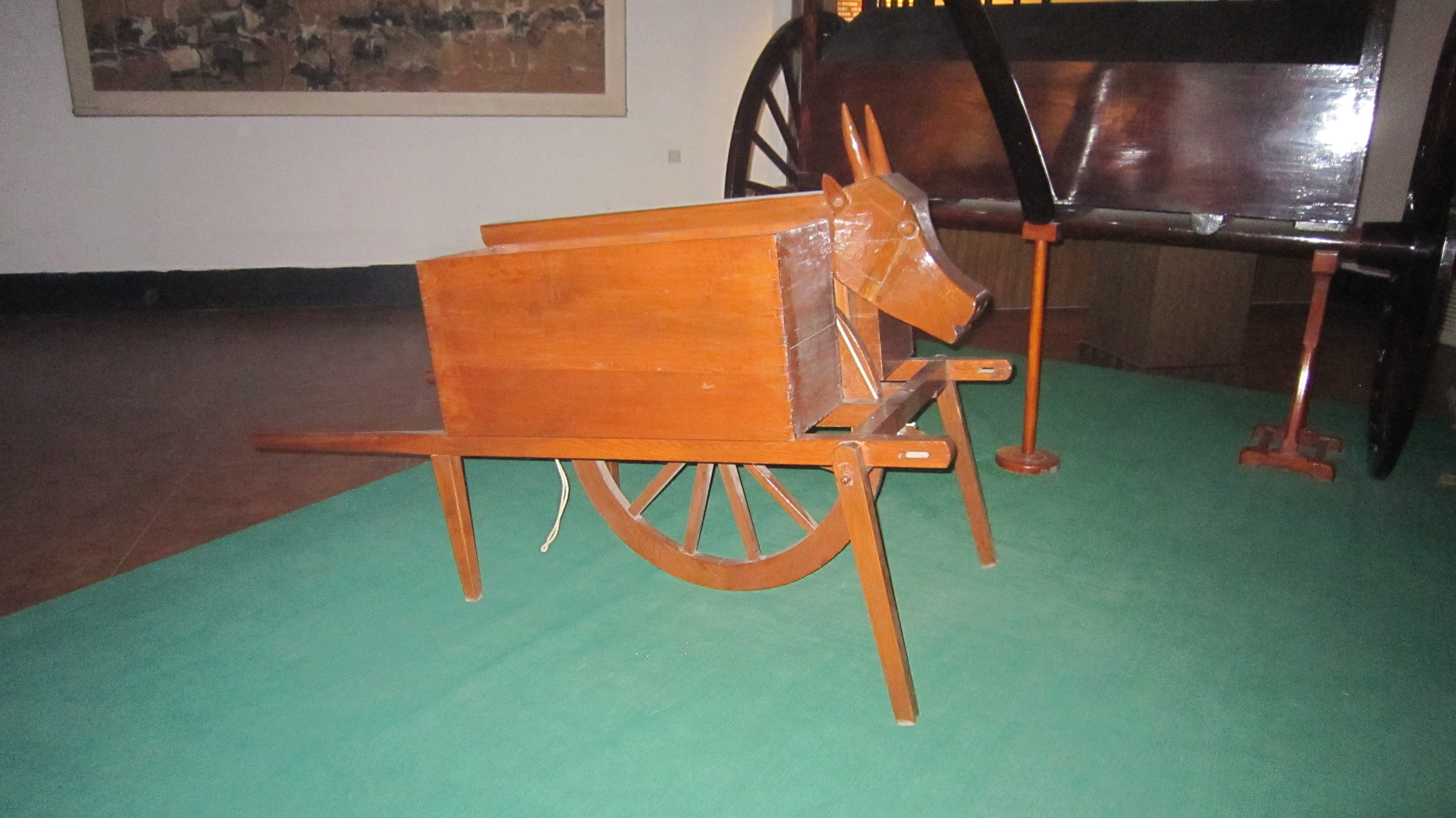
山東淄博市博物館展出的木牛流馬模型

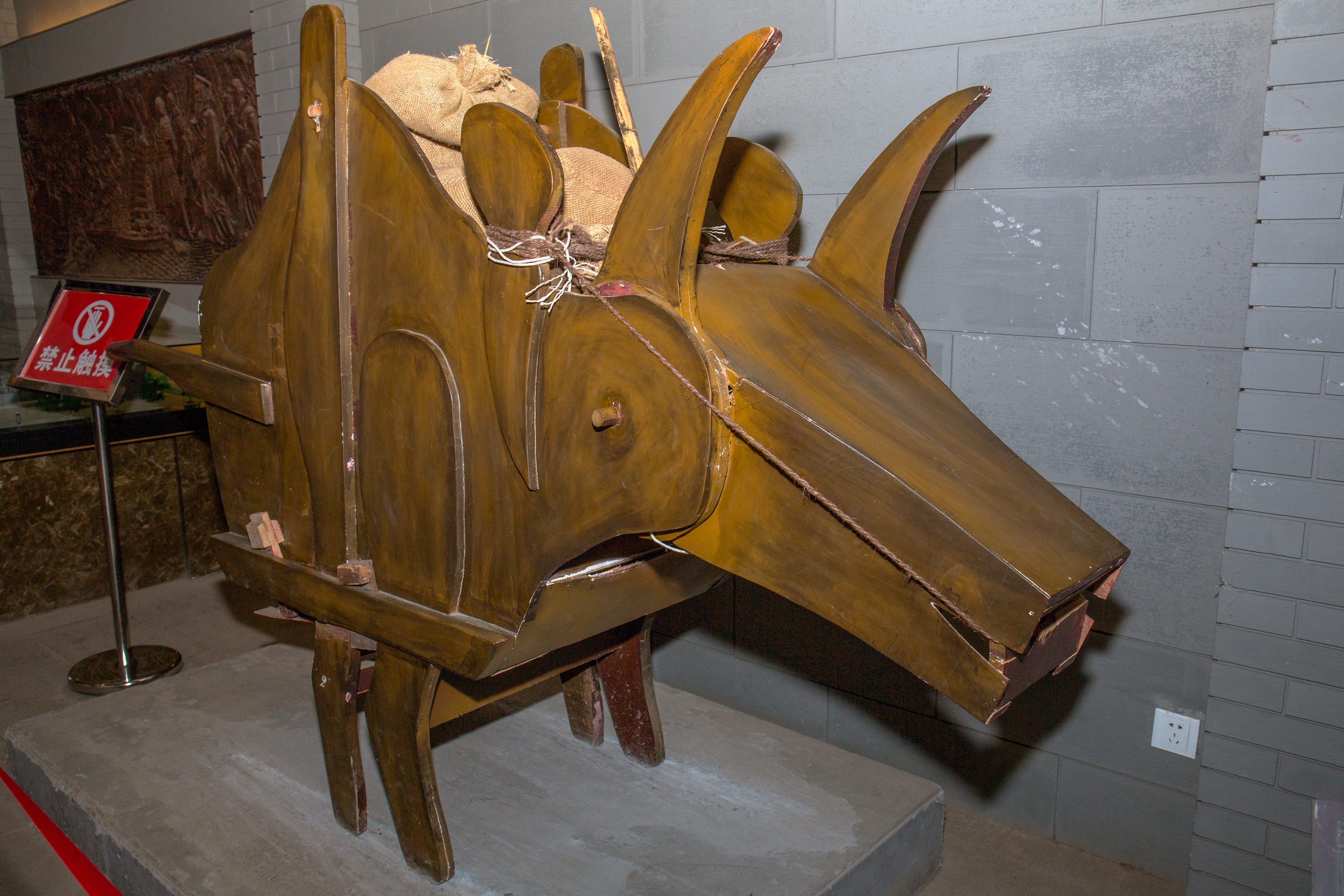
四足型的推測

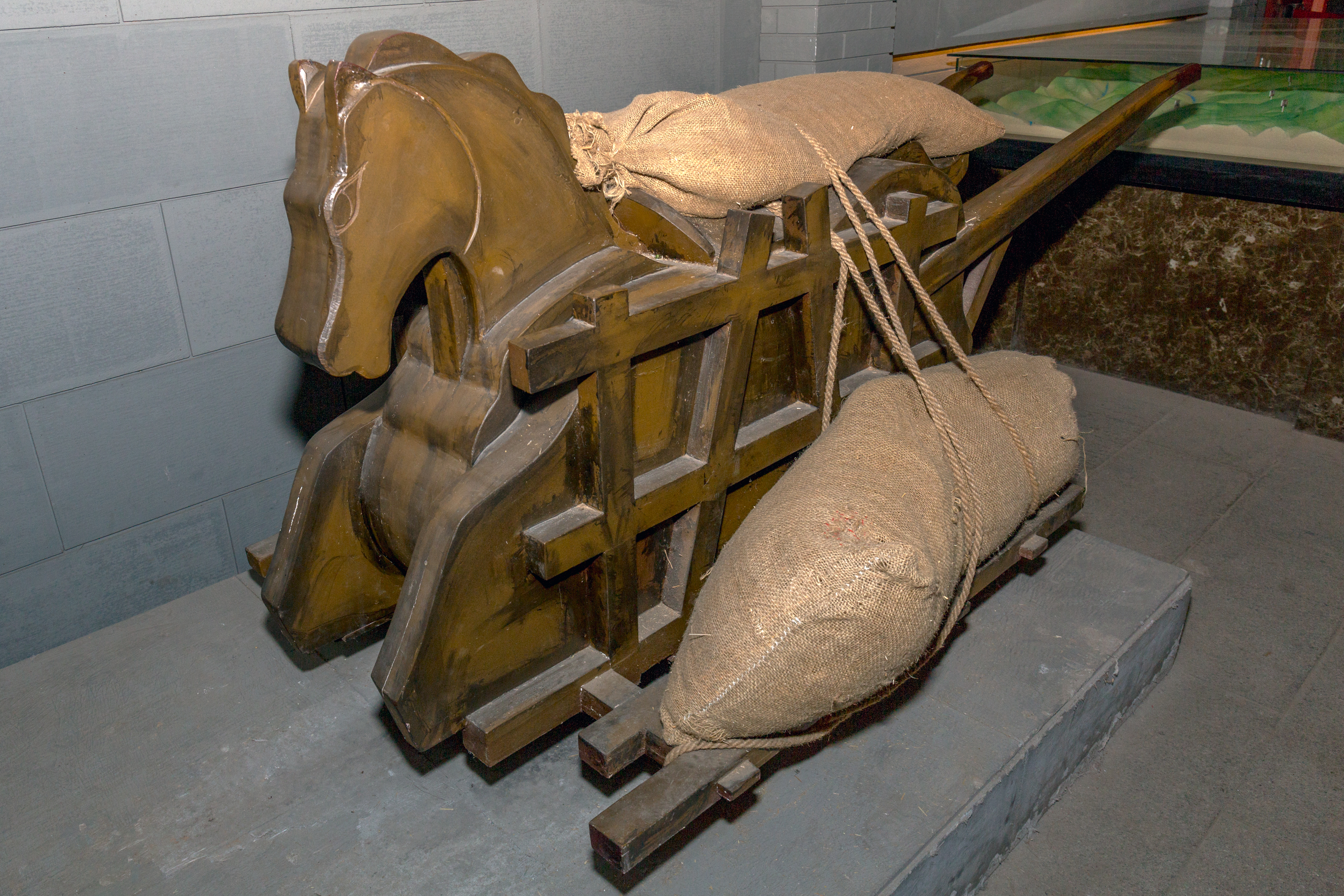
獨輪型的推測

木牛流马，為三國時期蜀漢丞相諸葛亮及蒲元等人發明的運輸工具，分為木牛與流馬，史載建興九年至十二年（231年－234年）诸葛亮在北伐時所使用，其載重量為「一歲糧」，大約2百公斤以上，每日行程為「特行者數十里，群行二十里」，為蜀國十萬大軍提供糧食。另外还有机关防止敌人夺取后使用。不過，確實的方式、樣貌現在亦不明，對其亦有不同的解釋。

## 單輪木板車論
其中一種說法是單輪木板車，是一种山路用的帶有擺動貨箱的运送顆粒貨物的木制人力步行機。
設想有一離地三尺、長四尺、高六寸的水平木條，木條左端削成車把形，右端有品字形的三個孔。再設想這樣的兩條木條被布置成人力車的左右兩轅。再設想在兩個品字形的頂孔間插有一條三尺長的軸，在品字形的下面的兩個孔中各用小軸鉸裝著一條可以沿該小軸擺動的、另一端頂地個有四條腿的人力車就是木牛。
流馬是一個向上開口的，左右側壁近上緣的垂直中心線上各有一個孔的木箱。木牛的那根三尺長的軸就穿過流馬的這兩個孔，流馬可以在該軸上前後幌動。為了不使箱中粟、米之類的載荷左右移動，有一塊縱向隔板把箱一隔為二，而且糧食是先裝入布袋再裝入箱中的。
當木牛叉開前後腿時隨時可以停在坡地上。叉開度由在該四尺長的車轅上的限位釘限制。把車轅的把手一面拉前一面下壓，品字頂孔就移向品字左孔之上，即重心移到前腿上，此時品字右孔被撬高，即後腿不受力並被凌空提起，在重力作用下或流馬上的梢釘推動下向前腿靠攏。當重心移出品字左孔時，木牛已向前移動了半步，再向前就要顛覆了，此時可把手把迅速向上拉起並向前拉，使品字頂孔向後移至品字右孔之上使重心落在後腿上，前拉的結果是使後腿叉開，同時前腿被流馬上的銷釘推向前。木牛就這樣走完餘下的半步。
流馬在木牛的上下動作下會像打踿躚那樣產生前後擺動，何時把手把拉上、壓下和拉前當然要和流馬的擺動頻率配合，所以操作須要有一定的技巧和經驗。只要使流馬保持穩定的搖擺，對操作者來說肯定最省力。當木牛流馬在直路上下坡時，可以完全自動化。此時可以利用裝在流馬上的梢釘抬起和壓下水平木條和前、後腿。

## 相关史料
《三國志註》引《諸葛亮集》中有关木牛流马的记载：
「木牛者，方腹曲头，一脚四足，头入领中，舌著於腹。载多而行少，宜可大用，不可小使；特行者数十里，群行者二十里也。曲者为牛头，双者为牛脚，横者为牛领，转者为牛足，覆者为牛背，方者为牛腹，垂者为牛舌，曲者为牛肋，刻者为牛齿，立者为牛角，细者为牛鞅，摄者为牛鞦轴。牛仰双辕，人行六尺，牛行四步。载一岁粮，日行二十里，而人不大劳。流马尺寸之数，肋长三尺五寸，广三寸，厚二寸二分，左右同。前轴孔分墨去头四寸，径中二寸。前脚孔分墨二寸，去前轴孔四寸五分，广一寸。前杠孔去前脚孔分墨二寸七分，孔长二寸，广一寸。后轴孔去前杠分墨一尺五分，大小与前同。后脚孔分墨去后轴孔三寸五分，大小与前同。后杠孔去后脚孔分墨二寸七分，后载剋去后杠孔分墨四寸五分。前杠长一尺八寸，广二寸，厚一寸五分。后杠与等版方囊二枚，厚八分，长二尺七寸，高一尺六寸五分，广一尺六寸，每枚受米二斛三斗。从上杠孔去肋下七寸，前后同。上杠孔去下杠孔分墨一尺三寸，孔长一寸五分，广七分，八孔同。前后四脚，广二寸，厚一寸五分。形制如象，靬长四寸，径面四寸三分。孔径中三脚杠，长二尺一寸，广一寸五分，厚一寸四分，同杠耳。」
其他記錄有：
《三国志·后主传》记载：“建兴九年，亮复出祁山，以木牛运，粮尽退军；十二年春，亮悉大众由斜谷出，以流马运，据武功五丈原，与司马宣王对于渭南。”
《南齐书·祖冲之传》记载：“以诸葛亮有木牛流马，乃造一器，不因风水，施机自运，不劳人力。” 
宋代高承《事物纪原》记载：“小車：蜀相諸葛亮之出征，始造木牛流馬以運餉，蓋巴蜀道阻，便於登涉故耳。木牛即今小车之有前辕者；流马即今独推者。” 
宋代陳師道《後山叢談》记载：「蜀中有小車獨推，載人石，前如牛頭。又有大車用四人推，載十石，蓋木牛流馬也。」
《宋史》記載楊允恭曾向宋真宗建議：「莫若用諸葛亮木牛之製，以小車發卒，分鋪運之。每一車，四人挽之，旁設衛兵，加戈刃於其上，寇至，則聚車子中，合士卒之御寇於外。」

## 參見

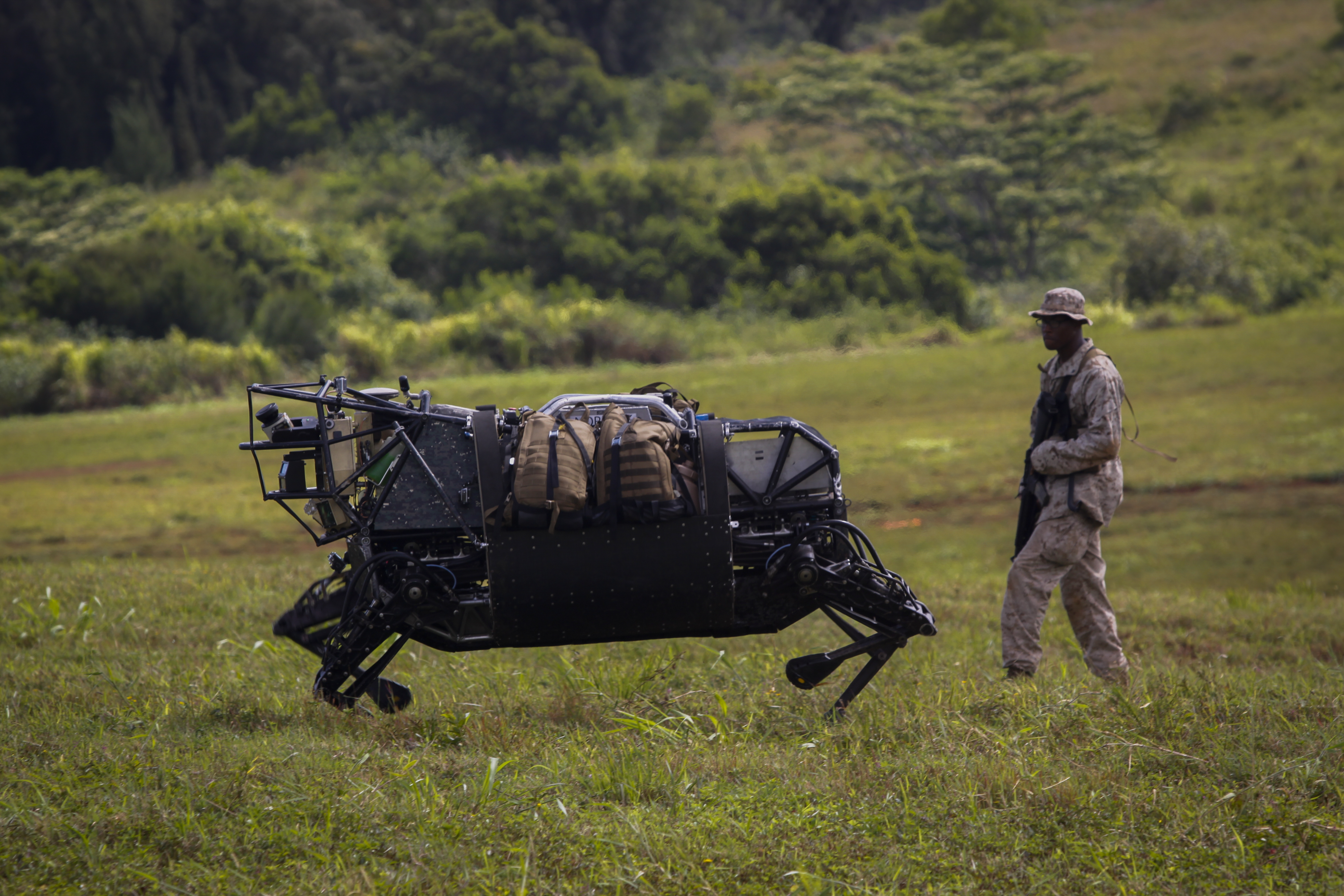
現在由美國人研製當中的機械騾可說是木牛流馬的現代版